# Piotr Perlin
Piotr Perlin (ur. 6 kwietnia 1959 r. w Warszawie) – profesor fizyki. Ekspert w dziedzinie fizyki półprzewodników, w szczególności diod laserowych opartych na azotku galu (GaN), matryc diod laserowych, diod superluminescencyjnych, oraz fizyki rekombinacji nośników w azotkowych strukturach kwantowych.

## Życiorys
Ukończył studia na Wydziale Fizyki Uniwersytetu Warszawskiego w 1984 roku. Po studiach rozpoczął pracę w Instytucie Wysokich Ciśnień PAN, ówcześnie Centrum Badań Wysokociśnieniowych. Stopień  doktora habilitowanego uzyskał w 2002 roku w Instytucie Fizyki Polskiej Akademii Nauk. Nominację profesorską odebrał w 2010 roku.
Od 2015 roku kieruje Laboratorium Przyrządów Optoelektronicznych w Instytucie Wysokich Ciśnień PAN.
Od 2001 pełni funkcję CTO w firmie TopGaN Sp z o .o., zajmującej się wytwarzaniem azotkowych diod laserowych

## Działalność badawcza i praca naukowa
Autor ponad 350 artykułów w międzynarodowych czasopismach naukowych, indeks Hirscha 38 (Web of Science).